# 練子寧
練 子寧（れん しねい、1359年 - 1402年）は、明代の官僚。名は安、字は子寧で、字をもって通称された。号は松月居士。本貫は臨江軍新淦県。

## 生涯
鎮安通判の練伯尚の子として生まれた。1385年（洪武18年）、進士に及第し、榜眼となった。翰林院修撰に任じられた。母が死去したため、辞職して古礼にのっとって喪に服した。喪が明けると、官に復帰し、歴任して工部侍郎となった。1399年（建文元年）、吏部左侍郎に転じた。ほどなく御史大夫に任じられた。靖難の変が起こると、李景隆が北征したがたびたび燕軍に敗れて、召還された。子寧は朝廷でその罪を数え、李景隆を処刑するよう請願したが、建文帝に聞き入れられなかった。
1402年（建文4年）4月、建文帝の命を受けて、兵の徴集にあたった。6月、南京が陥落すると、子寧は捕縛された。燕王朱棣と面会して不遜の語があったため、磔刑を受けた（壬午殉難）。享年は44。その家族は皆殺しにされ、姻戚は辺境に流されて兵役につかされた。弘治年間に王佐が子寧の遺文を『金川玉屑集』5巻にまとめた。甥に練大享（練達）がいた。